# Club Deportivo Elemental Lugo de Fuenlabrada
El Club Deportivo Elemental Lugo de Fuenlabrada es un club de fútbol ubicado en la ciudad de Fuenlabrada, Comunidad de Madrid (España). Fue fundado en 1995 y juega actualmente en la Liga Preferente de Madrid. Además en la temporada 2015/16 el club ha jugado en la Tercera división española. 
El CDE Lugo de Fuenlabrada tiene sus instalaciones en El Naranjo de Fuenlabrada, Madrid.
- Datos: Q28662743